# Čečeň
Čečeň (rusky Чечень) je ostrov v severozápadní části Kaspického moře. Leží severně od Agrachanského poloostrova. Náleží k Dagestánské republice Ruska. Je 12 km dlouhý a maximálně 5 km široký.
Od břehu do moře se táhnou písečné kosy a porosty rákosu.